# باناشکی
باناشکی (به لهستانی:  Banaszki) یک روستا در لهستان است که در گمینا کنتژن واقع شده‌است. باناشکی ۴۰ نفر جمعیت دارد.